# Marc-René de Voyer de Paulmy d'Argenson den yngre
Marc-René Marie de Voyer de Paulmy d'Argenson, född 10 september 1771, död 4 augusti 1842, var en fransk politiker, son till Marc Antoine René de Voyer de Paulmy d'Argenson.

## Biografi
D'Argenson hyllande frisinnade idéer men var för ung att bli medlem av nationalförsamlingen 1789. Han ingick i den bretonska klubben, blev Lafayettes adjutant 1792, men drog sig sedan tillbaka till privatlivet och gifte sig med änkan efter furst Claude-Victor de Broglie. D'Argenson var under den napoleonska tiden 1809-1813 prefekt i ett departement i Belgien och sökte genomföra en strängt laglig förvaltning. År 1815 blev han medlem av deputeradekammaren, hyllade alltjämt frisinnade idéer och arbetade för förbättrandet av arbetarnas ställning. Han lämnade det politiska livet 1834.